# Florence Brenzikofer
Florence Brenzikofer, née le 15 avril 1975 à Binningen (originaire de Frenkendorf et d'Oltingen), est une personnalité politique suisse, membre des Verts. 
Elle est députée du canton de Bâle-Campagne au Conseil national depuis décembre 2019.

## Biographie
Florence Brenzikofer Martin naît le 15 avril 1975 à Binningen, à quelques kilomètres de la frontière avec la France. Elle est originaire d'une autre commune de Bâle-Campagne, Frenkendorf, et depuis 2020, de sa commune de domicile, Oltingen. Sa mère est française.
Elle passe son enfance à Liestal et Nantes. Après avoir obtenu sa maturité de type D (italien) à Liestal en 1994, elle s'inscrit en 1996 en histoire de l'art et littérature française à l'Université de Fribourg, puis fait une année d'études à l'Université Paris-VIII en 1998. Elle s'inscrit ensuite à l'Université de Berne en 1997, où elle obtient un brevet d'enseignante du secondaire en 2001. Elle déclare parler couramment français et italien.
Une fois ses études terminées, elle exerce la profession d'enseignante à Gelterkinden jusqu'en 2006, année où elle part avec sa famille en Bolivie pour participer à un projet d'aide au développement dans le domaine de l'éducation. Elle y reste deux ans, puis revient à Liestal, où elle enseigne depuis 2008 à l'école secondaire de Burg, à Liestal.
Florence Brenzikofer est mariée à Tobias Martin et mère de trois enfants.

### Parcours politique
Elle est élue au Grand Conseil du canton de Bâle-Campagne en 2003, où elle siège du 1er juillet 2003 au 31 décembre 2005, puis à nouveau du 5 septembre 2013 au 30 novembre 2019.
Elle accède au Conseil national le 9 décembre 2019 à la suite de l'élection de Maya Graf au Conseil des États. Elle siège dans la Commission des affaires juridiques (CAJ). Elle est réélue en octobre 2023.
Elle est présidente des Verts de Bâle-Campagne de 2012 à 2017 et l'un des six vice-présidents des Verts depuis juin 2020,.